# Бомбардування Роттердама

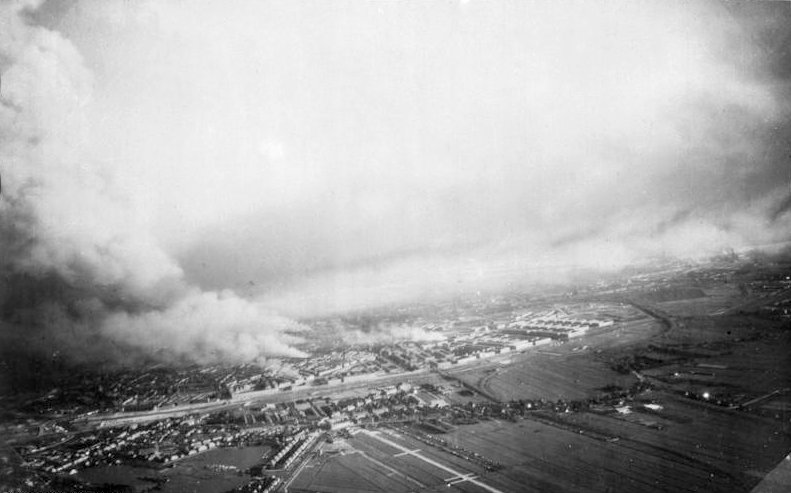
Палаючий Роттердам після бомбардування

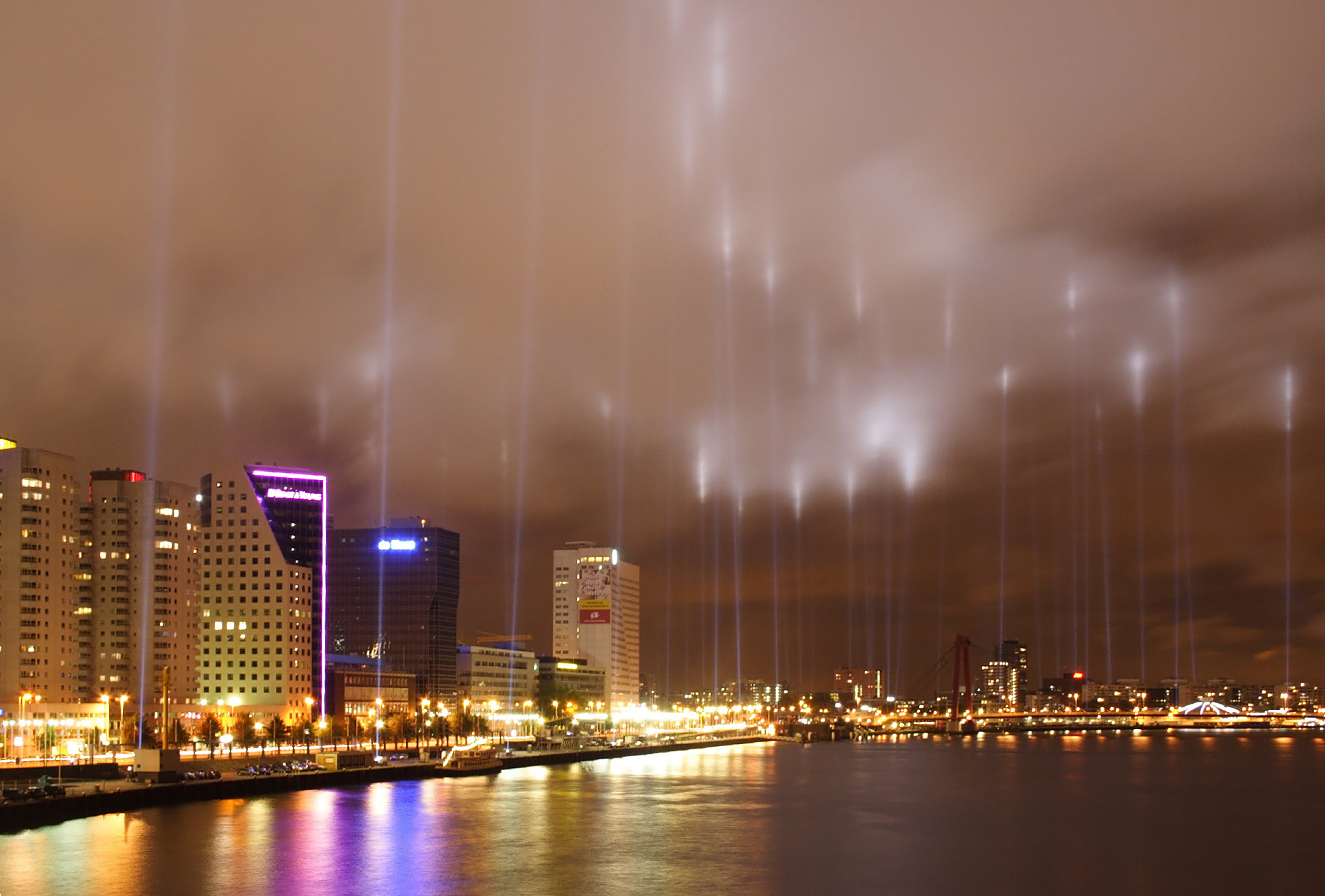
2007-й рік: Нагадування про межі пожежі

Бомбардування Роттердама — авіаналіт, здійснений люфтваффе 14 травня 1940 року під час голландської операції, яка, у свою чергу, була частиною французької операції 1940 р.
Напад на Голландію розпочався 10 травня. Німці сподівалися, що зламають опір голландців за один день, однак голландські війська чинили більш наполегливий опір, ніж передбачалося раніше. Німці запланували напад на місто на 14 травня. Метою авіанальоту була підтримка німецьких підрозділів, що борються в місті і примус Голландії до капітуляції.
Командувач німецькими військами генерал Рудольф Шмідт поставив голландцям ультиматум, повідомивши їх про заплановане бомбардування Роттердама. Голландці прийняли ультиматум і бомбардування було скасовано. Однак 50-60 бомбардувальників He-111 із сотні не встигли отримати сигнал, що інформував про скасування атаки..
Бомбардувальники скинули близько 97 тонн бомб, в основному на центр міста, знищуючи все на площі приблизно 2,5 км², що призвело до численних пожеж і викликало загибель близько 1 000 жителів. Це бомбардування стало останнім етапом голландської операції Вермахту: Голландія не мала можливості захиститися від атак Люфтваффе і після оцінки ситуації та отримання німецького ультиматуму про можливе бомбардуванню інших міст капітулювала у той же день.
Бомбардування Роттердама спричинило зміну британської політики та стратегії. До того часу Велика Британія уникала бомбардувань Німеччини, хоча і визнавала, що у випадку продовження німецьких атак на цивільні об'єкти британська політика зміниться. Наступного дня після бомбардування Роттердаму, в ніч з 15 на 16 травня, британські королівські ВПС зробили перший (нічний) наліт на Рурську область.